# Autochloris cincta
Autochloris cincta là một loài bướm đêm thuộc phân họ Arctiinae, họ Erebidae.